# 李相日
李 相日（リ・サンイル / り そうじつ、이상일、1974年1月6日 - ）は、日本を拠点に活動する映画監督。新潟県出身の在日朝鮮人三世。

## 経歴
1974年、新潟県に生まれる。在日朝鮮人三世で、父は新潟朝鮮初中級学校で教師をしていた。4歳の頃、一家で横浜に移り住み、横浜の朝鮮初級学校、中級・高級学校に通った。高校3年に進級するまでは野球部に所属した。神奈川大学経済学部卒業間際に、アルバイトでVシネマの製作に参加したのがきっかけとなり、卒業後、日本映画学校（現・日本映画大学）に入学。
卒業制作作品『青〜chong〜』がぴあフィルムフェスティバルでグランプリを含む史上初の4部門を独占。その後、数年間フリーの助監督として活動し、シネカノンの李鳳宇が企画・製作した2002 FIFA World Cup Korea/Japanのドキュメンタリー映画では、何台かあるカメラのうちの一台の撮影も担当している。
第12回PFFスカラシップ作品として制作された『BORDER LINE』で、最も将来性を期待できる監督に与えられる新藤兼人賞金賞を受賞するなど高い評価を得る。
2006年に公開された『フラガール』で、第80回キネマ旬報ベストテンの日本映画ベスト・ワン、第30回日本アカデミー賞最優秀作品賞および文化庁芸術選奨新人賞を受賞。
2010年に公開された『悪人』で、第84回キネマ旬報ベスト・テンの日本映画ベスト・ワン、日本映画監督賞を受賞。

## 監督作品
- 青〜chong〜 (1999年)
- BORDER LINE (2002年)
- 69 sixty nine (2004年)
- スクラップ・ヘブン (2005年)
- フラガール (2006年)[1]
- タガタメ (2008年)（コンピレーション映画『みんな、はじめはコドモだった』の中の一編）
- 悪人 (2010年)
- 鼻（2010年8月25日 NHK-BShi『妖しき文豪怪談シリーズ』の中の一編として放映）
- 許されざる者 (2013年)
- 怒り (2016年)
- ブルーハーツが聴こえる 〜1001のバイオリン〜 (2017年)
- ドラゴンクエストX 冒険者のきせき「どの職業で戦うか迷う話」 (2017年)
- 流浪の月 (2022年)[2]
- 国宝（2025年）

## 受賞歴
- BORDER LINE（2003年度）
  - 第8回新藤兼人賞 金賞
- フラガール（2006年度）
  - 第30回日本アカデミー賞 最優秀作品賞・監督賞・脚本賞[3][4]
  - 第31回報知映画賞 作品賞
  - 第19回日刊スポーツ映画大賞・石原裕次郎賞 作品賞
  - 第28回ヨコハマ映画祭 日本映画ベストテン 第2位
  - 第61回毎日映画コンクール 日本映画優秀賞
  - 第80回キネマ旬報ベスト・テン日本映画ベスト・テン,読者選出邦画ベスト・テン 共に第1位
  - 第49回ブルーリボン賞 作品賞
  - 第21回高崎映画祭 最優秀監督賞
  - 芸術選奨新人賞
- 悪人（2010年度）
  - 第34回日本アカデミー賞 優秀作品賞・監督賞・脚本賞[5]
  - 第34回山路ふみ子映画賞
  - 第35回報知映画賞 作品賞
  - 第23回日刊スポーツ映画大賞・石原裕次郎賞 作品賞
  - 第84回キネマ旬報ベスト・テン 第1位・日本映画監督賞・脚本賞
  - 第65回毎日映画コンクール 日本映画大賞
- 怒り（2016年度）
  - 第40回日本アカデミー賞 優秀作品賞・監督賞・脚本賞
  - 第40回山路ふみ子映画賞[6]
  - 第41回報知映画賞・監督賞[7]
- 流浪の月（2022年度）
  - 第35回日刊スポーツ映画大賞・石原裕次郎賞 監督賞[8]